# 韶州 (金朝)
韶州，金朝时设置的州。
金朝末年置，治所在渑池县（今河南省渑池县）。元朝至元八年（1271年）废。